# Ivan Tišov

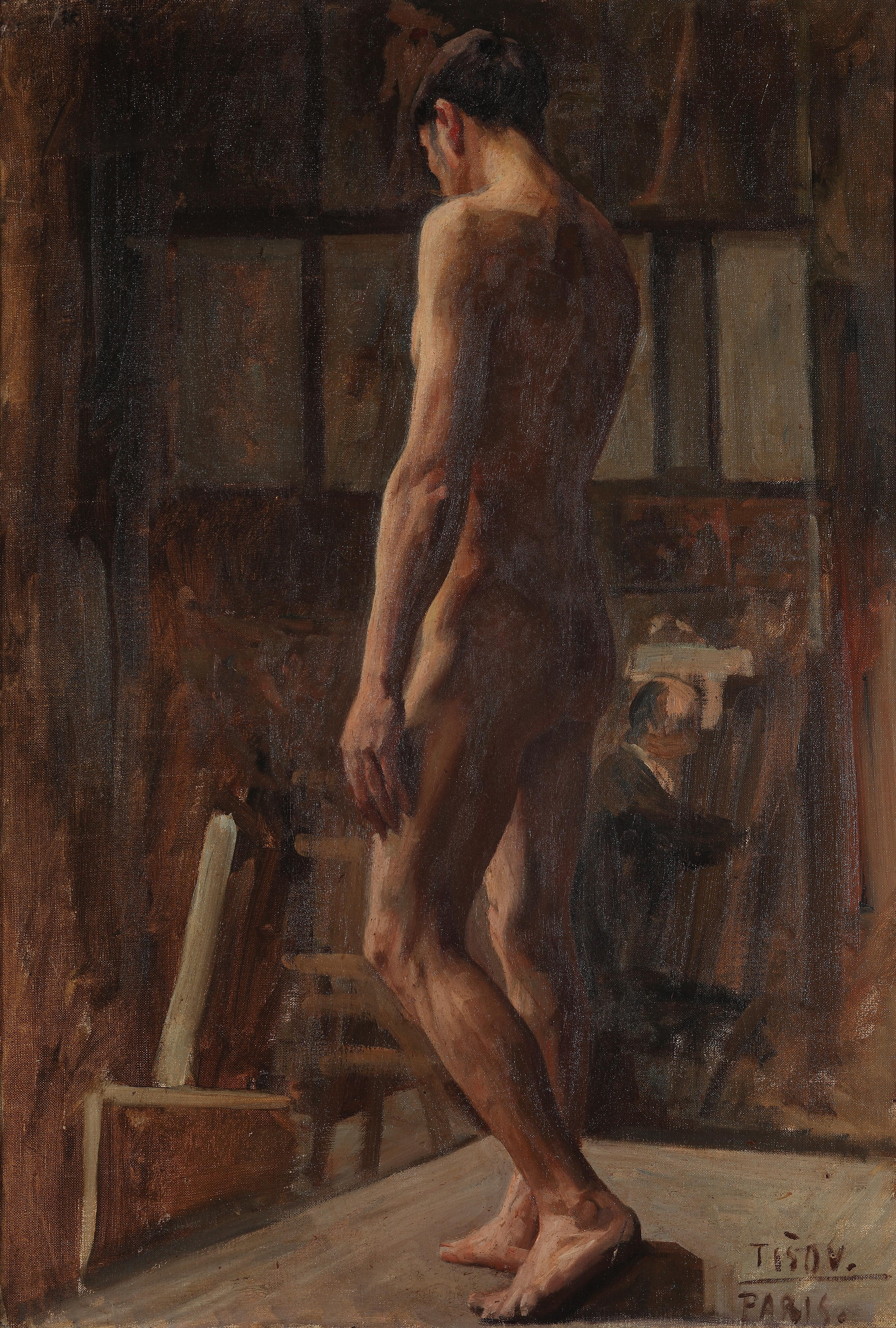
Ivan Tišov: Mannlicher Akt (1913)

Ivan Tišov (* 8. Februar 1870 in Viškovci bei Đakovo, Kroatien-Slawonien; † 20. September 1928 in Zagreb) war ein kroatischer Maler.

## Leben
Ivan Tišov wurde in Viškovci bei Đakovo geboren. Er besuchte in seinem Geburtsort die Grundschule und in Zagreb das Gymnasium. Stipendien ermöglichten ihm ein Kunststudium in Wien und München. Nach erfolgreich abgeschlossenem Kunststudium kehrte er nach Zagreb zurück und wirkte bis zu seinem Tod als Kunstlehrer und Kunstprofessor an der Kunsthochschule in Zagreb. Tišov gehörte einer kroatischen Künstlergruppe unter Leitung von Vlaho Bukovac an. Sie waren Vertreter der Stilrichtung des Realismus. Zu seinen Werken gehören viele Porträts, darunter Porträts seiner Ehefrau Anne Neuhäuser, von Vladimir Vidrić, Grgo Martić und Franjo Jakuševac. Zudem schuf Tišov die Ikonostase von Plaško. Er war gemeinsam mit den kroatischen Künstlern Bela Čikoš Sesija, Ferdo Kovačević und Celestin Mato Medović an der Ausgestaltung der Ikonostase der griechisch-katholischen Kathedrale von Križevci (Kroatien) beteiligt. Darüber hinaus gestaltete er künstlerisch die Kirchenwände in Bjelovar und Sveta Katarina. Nach seinem Tod wurde er auf dem Mirogoj-Friedhof beigesetzt.